# Brevipalpus hypti
Brevipalpus hypti är en spindeldjursart som beskrevs av De Leon 1960. Brevipalpus hypti ingår i släktet Brevipalpus och familjen Tenuipalpidae. Inga underarter finns listade.